# Lejonen vid Lejontrappan

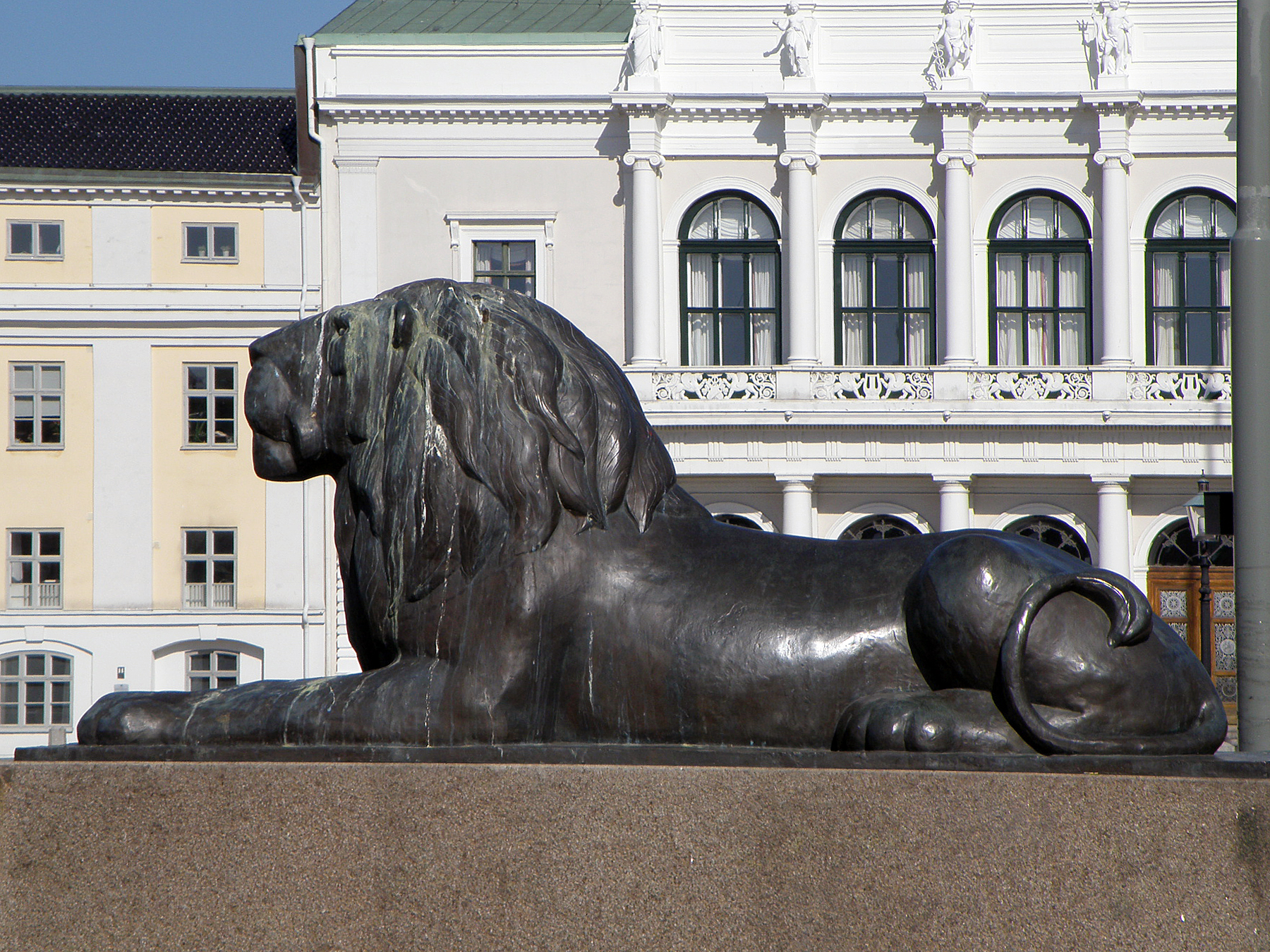
Det högra lejonet.

Lejonen vid Lejontrappan är två lejonskulpturer uppförda 1991 vid Lejontrappan i Brunnsparken i Göteborg. 
På 1600-talet fanns här en träbro med upprättstående lejon vid brofästena, varför den kallades Lejonbron. År 1883 tillkom fontänen med Såningskvinnan och brons namns ändrades till Fontänbron. Lejonen och Lejontrappan har ärvt sina namn efter Lejonbron. Att resa statyerna blev aktuellt i samband med ett ombyggnadsarbete i Brunnsparken och på Fontänbron. 
Skulpturerna är utförda av Camilla Bergman och invigdes den 6 november 1991 med några tusen personer närvarande. Det ena lejonet är skänkt av Östra Nordstadens Samfällighetsförening och Sveriges riksbank och det andra av Fastighets AB Regnbågen väster, Försäkringsbolaget SPP, Göteborgs och Bohus Läns stadshypoteksförening, Handelsbanken, NCC Väst och Wasa Försäkring. 